# 飛駅
飛駅（ひやく/ひえき）とは、日本の古代の律令制で、中央と諸国や軍所との非常事態の緊急連絡のための駅使を発遣するときの総称。

## 概要
『令集解』「穴記」および「朱説」によると、「飛駅」は逓送による使者で行程の制限がなく、馳駅は専使（臨時の任務のために派遣される使者）が1日に10駅（50里）以上を馳けるものであると注釈されている。『貞観儀式』「飛駅儀」には、主鈴が飛駅函を馬部に渡し、「往く某路より某駅に詣る」と指示することが記されていることからも「飛駅」は逓送が原則であり、『律疏』によると、「軍機要速、或いは追微報告有り、此の如きの類、専使駅に乗りて、文書を賷送（せいそう）せしむ」とあり、この「専使」は「馳駅」によるものと思われる。しかし、実際には、『本朝世紀』天慶4年（941年）9月条に「飛駅」による「専使」も見られることから、両者の実体に区別はなく、急速な交通・通信手段として、「飛駅」は名詞的に、「馳駅」は動詞的に使用されたとする説が有力である。
本来の意味は「駅を発する」ことで、『続日本紀』には文武天皇の慶雲2年（705年）に、「大宰府に飛駅の鈴八口、伝符十枚を給ふ。長門国には鈴二口」とあり、『令義解』「古記」に「飛駅」の語が見えるところから、大宝令の段階でこの制度が存在していたことが分かる。なお、公式令43に定める大宰府の駅鈴は20口、中国である長門国の駅鈴は2口だが、上記のようにあるのは、別枠であると見られ、大宰府や長門国が朝鮮半島に近いからではないか、とする説がある。
『養老令』公式令の「飛駅下式」・「上式」にはそれぞれ勅命を諸国司に下達すること、諸国司の上奏の書式することについて規定されている。しかし、『養老令』施行後においても、飛駅の下達は「勅符」の書式を用いており、大宝令制下の方式を継承したらしいことが分かる。
令では、戸令で外蕃に没落していた人が帰還したときや、化外の人が帰化を願い出たときに飛駅を発して報告すべきことが規定されており、そのほか、公式令で諸国の大瑞・軍機・災異・疾疫・境外消息（化外の情報）があった場合、馳駅して、上申することを定められている。
使者の行程は上述のように、1日に10駅以上とされ、実例としては、大宝2年（702年）に大幣を班給するために「馳駅」により、諸国の国造を召集したとあり、天平12年（740年）11月の藤原広嗣の乱の終息、宝亀9年（778年）10月の小野滋野の遣唐使帰還の報告の事例では、大宰府から平城京に足かけ4日から5日で到達している。また、宝亀10年10月には新羅使来朝の報告に際し、大宰府に対し、使人のもたらしたすべての消息を「駅伝」によって奏上せよと命じているのも「飛駅」「馳駅」に当たる。平安時代になると、遣唐使の出発・帰朝、渤海使来着、出羽国の反乱、新羅の入寇などの場合でも、飛駅による中央と地方の頻繁な連絡があったことが記されている。